# 추이핑산역
추이핑산역(중국어: 翠屏山站)은 난징 지하철 S1호선의 철도역중 하나이다. 성타이 서로와 장준 대로의 교차로 동남쪽에 위치하며, 남북 방향으로 배치되어 있으며, 성타이 서로와 인접해 있다. 추이핑산역은 난징 지하철 S1호선의 한 역이다. 승태서로와 장군대로의 경계인 남동쪽에 위치하고 있으며, 남북방향으로 승태서로 바로 인접해 있다.

## 역 구조
지하 2층의 섬식 승강장이며, 지하 1층은 대합실, 지하 2층은 승강장으로, 출구는 4개가 있다.
| 동 | S1호선 | 난징 남역 방면                                                       |
| 서 | S1호선 | 허하이 대학·포청시루・루커우 공항・쿵강신청장닝・우샹산(S7호선) 방면 |

## 역 주변

### 인근 역세권
- 난징 항공우주대학(장닝 캠퍼스)
- 난징시 장준산 소학교(南京市将军山小学)
- 장준산(将军山)

### 버스 정류장
- 추이핑산역(버스정류장): 711로, 719로, 754로, 768로, 802로, 820로

## 인접역
| 난징 지하철           | 난징 지하철        | 난징 지하철                       |
| --------------------- | ------------------ | --------------------------------- |
| 난징 남역 (시·종착역) | 난징 지하철 S1호선 | 허하이 대학·포청시루 쿵강신청장닝 |